# Viviana Schiavi
Viviana Schiavi (Milano, 1º settembre 1982) è un'allenatrice di calcio ed ex calciatrice italiana, di ruolo difensore, dall'estate 2023 vice-allenatrice della nazionale femminile di calcio dell'Italia.
Ha fatto parte della rosa della nazionale italiana che ha partecipato ai campionati europei nel 2005 e nel 2009, vestendo la maglia azzurra della nazionale in 43 incontri e realizzando una sola rete.

## Carriera

### Giocatrice

#### Club
Viviana cresce a Cavatigozzi, frazione del comune di Cremona, e come molte altre sue colleghe inizia la sua carriera da giovanissima nella squadra maschile del paese. A 14 anni passa nell'unica squadra femminile di Cremona, il Maristella, dove mette in mostra tutto il suo potenziale come centrocampista. Nel 1999 avviene il decisivo passaggio alla Fiammamonza, che le permette di esordire in Serie A a 18 anni e la sposta nel definitivo ruolo di stopper. Schiavi si conferma come giocatrice cardine per la difesa della squadra lombarda, conquista la fascia di capitano e nella stagione 2005-2006 si toglie addirittura la soddisfazione di vincere il suo primo scudetto. In totale giocherà per 10 anni nella squadra di Monza. Nel 2008 si trasferisce alle campionesse in carica del Bardolino Verona, completando così un dream team benacense che punta in alto anche a livello europeo, un'eccezione fino a quel momento per i club italiani.
Nell'estate del 2010 passa al Brescia ed al primo anno con la maglia delle rondinelle raggiunge il terzo posto in classifica. Nella stagione 2011-2012 conquista con il Brescia la Coppa Italia, primo titolo Nazionale per la squadra lombarda. A fine stagione, nell'estate del 2013, viene girata in prestito al Seattle P.H.A., squadra femminile dell'omonima città statunitense che partecipa alla massima divisione del campionato americano, la Women's Premier Soccer League (WPSL). Conclude la stagione americana vincendo lo scudetto dello stato di Washington e la coppa nazionale (Evergreen Cup). Rientrata dagli Stati Uniti passa dal Brescia al Mozzanica dove gioca dalla stagione 2013-2014. Nell'estate 2016 ha annunciato il suo ritiro dal calcio giocato.

#### Nazionale
Numerose sono le presenze di Viviana nelle squadre giovanili FIGC, più precisamente milita nell'Under-17, Under-19 e Under-21, per poi passare nella nazionale maggiore con il commissario tecnico Carolina Morace. Vanta molte presenze con la maglia azzurra, con cui prese parte all'Europeo 2001 in Germania nonostante l'apprensione per l'esame di maturità. In seguito partecipò anche all'Europeo del 2005 in Inghilterra e a quello del 2009 in Finlandia.

### Allenatore
Terminata la carriera da calciatrice, nel dicembre 2016 ottiene la licenza da allenatrice UEFA B. Nel 2016-2017 inizia la sua esperienza con la FIGC alla guida della Longobarda, la Selezione Territoriale Under 15 delle ragazze provenienti da Lombardia, Piemonte e Emilia-Romagna. Con esse si aggiudica il Torneo del Progetto Calcio+15 ai rigori contro la Tirrenia, selezione del Lazio.
Dal 2017 entra nel Club Italia, con il ruolo di osservatrice, lavorando inoltre per il Settore Giovanile e Scolastico come responsabile tecnico del Centro Federale Territoriale di Verano Brianza. Viene anche confermata alla guida della selezione interregionale bissando il successo dell'anno precedente e successivamente diventa responsabile tecnica nazionale di tutto il progetto Calcio+15.
Successivamente viene inserita nel programma delle squadre femminili azzurre diventando assistente tecnica di Jacopo Leandri dell'Under-23, vice di Enrico Sbardella nell’Under 19 (che nel 2022 conquisterà poi la fase finale dell’Europeo di categoria), per poi passare nel ruolo di commissario tecnico sulla panchina dell’Under 16. Nel 2021 consegue la qualifica di allenatrice UEFA A e l'8 settembre 2023 viene nominata vice allenatrice di Andrea Soncin, nominato commissario tecnico della Nazionale maggiore femminile.

## Statistiche

### Cronologia presenze e reti in nazionale
| Cronologia completa delle presenze e delle reti in nazionale ― Italia | Cronologia completa delle presenze e delle reti in nazionale ― Italia | Cronologia completa delle presenze e delle reti in nazionale ― Italia | Cronologia completa delle presenze e delle reti in nazionale ― Italia | Cronologia completa delle presenze e delle reti in nazionale ― Italia | Cronologia completa delle presenze e delle reti in nazionale ― Italia | Cronologia completa delle presenze e delle reti in nazionale ― Italia | Cronologia completa delle presenze e delle reti in nazionale ― Italia |
| Data                                                                  | Città                                                                 | In casa                                                               | Risultato                                                             | Ospiti                                                                | Competizione                                                          | Reti                                                                  | Note                                                                  |
| --------------------------------------------------------------------- | --------------------------------------------------------------------- | --------------------------------------------------------------------- | --------------------------------------------------------------------- | --------------------------------------------------------------------- | --------------------------------------------------------------------- | --------------------------------------------------------------------- | --------------------------------------------------------------------- |
| 1-5-2001                                                              | Monza                                                                 | Italia                                                                | 2 – 0                                                                 | Belgio                                                                | Amichevole                                                            | -                                                                     | 62’                                                                   |
| 10-5-2001                                                             | Troisdorf                                                             | Germania                                                              | 1 – 0                                                                 | Italia                                                                | Amichevole                                                            | -                                                                     | 87’                                                                   |
| 13-11-2002                                                            | Lovanio                                                               | Belgio                                                                | 1 – 5                                                                 | Italia                                                                | Amichevole                                                            | -                                                                     | 84’                                                                   |
| 17-2-2005                                                             | Milton Keynes                                                         | Inghilterra                                                           | 4 – 1                                                                 | Italia                                                                | Amichevole                                                            | -                                                                     |                                                                       |
| 23-2-2005                                                             | Santa Maria da Feira                                                  | Portogallo                                                            | 0 – 2                                                                 | Italia                                                                | Amichevole                                                            | -                                                                     |                                                                       |
| 13-4-2005                                                             | Genova                                                                | Italia                                                                | 1 – 0                                                                 | Danimarca                                                             | Amichevole                                                            | -                                                                     | 60’                                                                   |
| 27-4-2005                                                             | Fiuggi                                                                | Italia                                                                | 0 – 0                                                                 | Finlandia                                                             | Amichevole                                                            | -                                                                     |                                                                       |
| 18-5-2005                                                             | Venezia                                                               | Italia                                                                | 2 – 0                                                                 | Irlanda                                                               | Amichevole                                                            | -                                                                     | 57’                                                                   |
| 6-6-2005                                                              | Preston                                                               | Francia                                                               | 3 – 1                                                                 | Italia                                                                | Euro 2005 - Fase a gironi                                             | -                                                                     |                                                                       |
| 9-6-2005                                                              | Preston                                                               | Italia                                                                | 0 – 4                                                                 | Germania                                                              | Euro 2005 - Fase a gironi                                             | -                                                                     | 46’                                                                   |
| 12-6-2005                                                             | Preston                                                               | Norvegia                                                              | 5 – 3                                                                 | Italia                                                                | Euro 2005 - Fase a gironi                                             | -                                                                     | 90’                                                                   |
| 7-5-2008                                                              | Örebro                                                                | Svezia                                                                | 1 – 0                                                                 | Italia                                                                | Qual. Euro 2009                                                       | -                                                                     | 90+3’                                                                 |
| 24-5-2008                                                             | Buftea                                                                | Romania                                                               | 1 – 6                                                                 | Italia                                                                | Qual. Euro 2009                                                       | -                                                                     |                                                                       |
| 15-6-2008                                                             | Suwon                                                                 | Brasile                                                               | 2 – 1                                                                 | Italia                                                                | Coppa della Regina della Pace 2008                                    | -                                                                     |                                                                       |
| 19-6-2008                                                             | Suwon                                                                 | Stati Uniti                                                           | 2 – 0                                                                 | Italia                                                                | Coppa della Regina della Pace 2008                                    | -                                                                     |                                                                       |
| 2-10-2008                                                             | Montereale Valcellina                                                 | Italia                                                                | 3 – 0                                                                 | Ungheria                                                              | Qual. Euro 2009                                                       | -                                                                     |                                                                       |
| 25-10-2008                                                            | Praga                                                                 | Rep. Ceca                                                             | 0 – 1                                                                 | Italia                                                                | Qual. Euro 2009 - Play-off                                            | -                                                                     |                                                                       |
| 29-10-2008                                                            | Gubbio                                                                | Italia                                                                | 2 – 1                                                                 | Rep. Ceca                                                             | Qual. Euro 2009 - Play-off                                            | -                                                                     |                                                                       |
| 31-1-2009                                                             | Sydney                                                                | Australia                                                             | 2 – 2                                                                 | Italia                                                                | Amichevole                                                            | -                                                                     |                                                                       |
| 7-2-2009                                                              | Canberra                                                              | Australia                                                             | 1 – 5                                                                 | Italia                                                                | Amichevole                                                            | -                                                                     |                                                                       |
| 8-4-2009                                                              | Kilmarnock                                                            | Scozia                                                                | 1 – 4                                                                 | Italia                                                                | Amichevole                                                            | -                                                                     |                                                                       |
| 25-8-2009                                                             | Lahti                                                                 | Inghilterra                                                           | 1 – 2                                                                 | Italia                                                                | Euro 2009 - Fase a gironi                                             | -                                                                     |                                                                       |
| 28-8-2009                                                             | Turku                                                                 | Italia                                                                | 0 – 2                                                                 | Svezia                                                                | Euro 2009 - Fase a gironi                                             | -                                                                     |                                                                       |
| 31-8-2009                                                             | Helsinki                                                              | Russia                                                                | 0 – 2                                                                 | Italia                                                                | Euro 2009 - Fase a gironi                                             | -                                                                     |                                                                       |
| 4-9-2009                                                              | Lahti                                                                 | Germania                                                              | 2 – 1                                                                 | Italia                                                                | Euro 2009 - Quarti di finale                                          | -                                                                     |                                                                       |
| 19-9-2009                                                             | Domžale                                                               | Slovenia                                                              | 0 – 8                                                                 | Italia                                                                | Qual. Mondiali 2011                                                   | -                                                                     |                                                                       |
| 23-9-2009                                                             | Rieti                                                                 | Italia                                                                | 1 – 0                                                                 | Portogallo                                                            | Qual. Mondiali 2011                                                   | -                                                                     |                                                                       |
| 24-10-2009                                                            | Erevan                                                                | Armenia                                                               | 0 – 8                                                                 | Italia                                                                | Qual. Mondiali 2011                                                   | 1                                                                     |                                                                       |
| 25-11-2009                                                            | Francavilla al Mare                                                   | Italia                                                                | 7 – 0                                                                 | Armenia                                                               | Qual. Mondiali 2011                                                   | -                                                                     |                                                                       |
| 24-2-2010                                                             | Nicosia                                                               | Nuova Zelanda                                                         | 1 – 0                                                                 | Italia                                                                | Cyprus Cup 2010                                                       | -                                                                     |                                                                       |
| 26-2-2010                                                             | Larnaca                                                               | Italia                                                                | 2 – 0                                                                 | Scozia                                                                | Cyprus Cup 2010                                                       | -                                                                     |                                                                       |
| 1-3-2010                                                              | Nicosia                                                               | Italia                                                                | 1 – 1                                                                 | Paesi Bassi                                                           | Cyprus Cup 2010                                                       | -                                                                     | 77’                                                                   |
| 3-3-2010                                                              | Nicosia                                                               | Inghilterra                                                           | 3 – 2                                                                 | Italia                                                                | Cyprus Cup 2010 - Finale 5º posto                                     | -                                                                     |                                                                       |
| 27-3-2010                                                             | Tocha                                                                 | Portogallo                                                            | 1 – 3                                                                 | Italia                                                                | Qual. Mondiali 2011                                                   | -                                                                     |                                                                       |
| 31-3-2010                                                             | Ascoli Piceno                                                         | Italia                                                                | 1 – 1                                                                 | Finlandia                                                             | Qual. Mondiali 2011                                                   | -                                                                     |                                                                       |
| 2-10-2010                                                             | Černihiv                                                              | Ucraina                                                               | 0 – 3                                                                 | Italia                                                                | Qual. Mondiali 2011 - Play-off                                        | -                                                                     |                                                                       |
| 6-10-2010                                                             | Latina                                                                | Italia                                                                | 0 – 0                                                                 | Ucraina                                                               | Qual. Mondiali 2011 - Play-off                                        | -                                                                     |                                                                       |
| 27-10-2010                                                            | Aarau                                                                 | Svizzera                                                              | 2 – 4                                                                 | Italia                                                                | Qual. Mondiali 2011 - Play-off                                        | -                                                                     |                                                                       |
| 9-3-2011                                                              | Larnaca                                                               | Russia                                                                | 0 – 2                                                                 | Italia                                                                | Cyprus Cup 2011 - Finale 9º posto                                     | -                                                                     |                                                                       |
| 8-12-2011                                                             | San Paolo                                                             | Brasile                                                               | 5 – 1                                                                 | Italia                                                                | Torneio Internacional 2011                                            | -                                                                     | 46’                                                                   |
| 11-12-2011                                                            | San Paolo                                                             | Italia                                                                | 2 – 2                                                                 | Danimarca                                                             | Torneio Internacional 2011                                            | -                                                                     | 35’                                                                   |
| 18-12-2011                                                            | San Paolo                                                             | Italia                                                                | 3 – 2                                                                 | Cile                                                                  | Torneio Internacional 2011 - Finale 3º posto                          | -                                                                     |                                                                       |
| 4-3-2012                                                              | Paralimni                                                             | Italia                                                                | 2 – 1                                                                 | Scozia                                                                | Cyprus Cup 2012                                                       | -                                                                     |                                                                       |
| Totale                                                                |                                                                       | Presenze                                                              | 43                                                                    |                                                                       | Reti                                                                  | 1                                                                     |                                                                       |

## Palmarès

### Club

#### Competizioni nazionali
- Campionato italiano: 2

Fiammamonza: 2005-2006
Bardolino Verona: 2008-2009
- Supercoppa italiana: 2

Fiammamonza: 2006
Bardolino Verona: 2008
- Coppa Italia: 2

Bardolino Verona: 2008-2009
Brescia: 2011-2012

### Giovanili
- Campionato italiano under 20: 1

Fiammamonza: 2002-2003

### Allenatore
- Torneo nazionale per selezioni territoriali Under 15 femminile FIGC: 2

Longobarda: 2016-2017, 2017-2018

### Individuale
- Riconoscimento "Sportiva-Simbolo" da parte dell'Alleanza Sportiva Italiana di Roma.
- Premio "Rondinella d'Oro" migliore sportiva del bresciano 2010/2011[5]